# Lista de presidentes do Egito
Este artigo é uma lista de presidentes do Egito:

## Lista dos Presidentes do Egito (1953–presente)
| #                                                                                  | Retrato | Nome (Nascimento-Morte)                                                            | Tempo de Governo               | Tempo de Governo                                                                                                | Nota | Partido                           |
| República do Egito (1953-1958)                                                     | República do Egito (1953-1958)                                                                                                | República do Egito (1953-1958)                                                     | República do Egito (1953-1958) | República do Egito (1953-1958)                                                                                  | República do Egito (1953-1958) | República do Egito (1953-1958)    |
| ---------------------------------------------------------------------------------- | --- | ---------------------------------------------------------------------------------- | ------------------------------ | --- | --- | --------------------------------- |
| 1                                                                                  | | Muhammad Naguib محمد نجيب (1901–1984)                                              | 18 de Junho de 1953            | 14 de Novembro de 1954                                                                                          | Renunciou | Militar / Rally da Libertação     |
| Conselho de Comando da Revolução Egípcia (Presidente: Coronel Gamal Abdel Nasser)  | Conselho de Comando da Revolução Egípcia (Presidente: Coronel Gamal Abdel Nasser)                                             | Conselho de Comando da Revolução Egípcia (Presidente: Coronel Gamal Abdel Nasser)  | 14 de Novembro de 1954         | 23 de Junho de 1956                                                                                             | | Militar                           |
| 2                                                                                  | | Gamal Abdel Nasser جمال عبد الناصر (1918–1970)                                     | 23 de Junho de 1956            | 22 de Fevereiro de 1958                                                                                         | Serviu por três mandatos. Eleito sem oposição e confirmado nos referendos de 1956, 1958 e 1965                                                                                     | União Nacional                    |
| República Árabe Unida (1958-1970)                                                  | |                                                                                    |                                | | |                                   |
| 1                                                                                  | | Gamal Abdel Nasser جمال عبد الناصر (1918–1970)                                     | 22 Fevereiro de 1958           | 1 de Dezembro de 1962                                                                                           | | União Nacional                    |
| (1)                                                                                | 1 de Dezembro de 1962 | Gamal Abdel Nasser جمال عبد الناصر (1918–1970)                                     | 28 September 1970              | Morreu no cargo. Serviu por três mandatos. Eleito sem oposição e confirmado nos referendos de 1956, 1958 e 1965 | União Socialista Árabe |                                   |
| —                                                                                  | | Anwar Sadat أنور السادات (1918–1981) Presidente interino                           | 28 de Setembro de 1970         | 15 de Outubro de 1970                                                                                           | | União Socialista Árabe            |
| 2                                                                                  | Anwar Sadat أنور السادات (1918–1981) Serviu por dois mandatos. Eleito sem oposição e confirmado nos referendos de 1970 e 1976 | 15 de Outubro de 1970                                                              | 2 de Setembro de 1971          | | | União Socialista Árabe            |
| República Árabe do Egito (1970-presente)                                           | |                                                                                    |                                | | |                                   |
| 3                                                                                  | | Anwar Sadat أنور السادات (1918–1981)                                               | 2 de Setembro de 1971          | 2 de Outubro de 1978                                                                                            | Serviu por dois mandatos. Eleito sem oposição e confirmado nos referendos de 1970 e 1976                                                                                           | União Socialista Árabe            |
| (3)                                                                                | 2 de Outubro de 1978 | Anwar Sadat أنور السادات (1918–1981)                                               | 6 de Outubro de 1981           | Assassinado | Partido Nacional Democrático |                                   |
| —                                                                                  | | Sufi Abu Taleb صوفى أبو طالب (1925–2008) Presidente interino                       | 6 de Outubro de 1981           | 14 de Outubro de 1981                                                                                           | Sucedeu Sadat como seu constitucional sucessor, Presidente da Assembleia do Povo.                                                                                                  | Partido Nacional Democrático      |
| 4                                                                                  | | Hosni Mubarak حسنى مبارك (1928–2020)                                               | 14 de Outubro de 1981          | 11 de Fevereiro de 2011                                                                                         | Serviu por cinco mandatos. Eleito sem oposição e confirmado por referendo em 1981, 1987, 1993 e 1999 e eleito com oposição em 2005. Renunciou durante a Revolução Egípcia de 2011. | Partido Nacional Democrático      |
| Conselho Supremo das Forças Armadas (Presidente: Marechal Mohamed Hussein Tantawi) | Conselho Supremo das Forças Armadas (Presidente: Marechal Mohamed Hussein Tantawi)                                            | Conselho Supremo das Forças Armadas (Presidente: Marechal Mohamed Hussein Tantawi) | 11 de Fevereiro de 2011        | 30 de Junho de 2012                                                                                             | | Militar                           |
| 5                                                                                  | | Mohamed Morsi محمد مرسي (1951-2019)                                                | 30 de Junho de 2012            | 3 de Julho de 2013                                                                                              | Deposto por um Golpe militar. Eleito na Eleição presidencial do Egito de 2012. | Partido da Liberdade e da Justiça |
| 6                                                                                  | | Adly Mansour عدلي منصور (n. 1945)                                                  | 4 de julho de 2013             | 7 de junho de 2014                                                                                              | Nomeado durante o Golpe de Estado no Egito em 2013. | sem partido                       |
| 7                                                                                  | | Abdul Fatah Khalil Al-Sisi عبد الفتاح السيسى (n. 1954)                             | 8 de junho de 2014             | atualidade | | sem partido                       |